# Peltocheirus bigibbosus
Peltocheirus bigibbosus är en insektsart som först beskrevs av Victor Antoine Signoret 1855.  Peltocheirus bigibbosus ingår i släktet Peltocheirus och familjen dvärgstritar. Inga underarter finns listade i Catalogue of Life.